# Туганов, Батырбек Асланбекович
Батырбе́к Асланбе́кович Туга́нов (осет. Тугъанты Батырбег, 4 июля 1866 год, село Дур-Дур — 19 июня 1921 год) — осетинский общественный революционный деятель, писатель, переводчик и драматург, юрист.

## Биография
Родился 4 июля 1866 года в семье первого генерала из осетин Асламбека (Асланбека) Туганова в селе Дур-Дур. В 1880 году поступил во Владикавказскую мужскую прогимназию, по окончании которой с 1884 года обучался в Ставропольской гимназии. Оставив своё обучение в 1886 году, возвратился в родное село. Через некоторое время переехал во Владикавказ, где познакомился с Коста Хетагуровым. Во Владикавказе изучал юридическое право. Получив звание частного поверенного по гражданским делам, стал заниматься юридической практикой. Будучи юристом, написал своё первое произведение рассказ «Ханифа».
Участвовал в революционном движении. Вместе с Черменом Баевым и Елбыздыко Бритаевым занимался агитацией среди солдат осетинского гарнизона во Владикавказе. В 1905 году перевёл на осетинский язык «Манифест коммунистической партии» Карла Маркса. С 1902 по 1907 года проживал во Владикавказе. Снимал квартиру в доме на Гимназической улице, где устроил подпольную типографию, в которой печатал антиправительственные листовки. В 1904 году написал пьесу «Параллели». В 1905 году был арестован за революционную деятельность. В 1907 году освободился из заключения и вместе с семьёй выехал в Москву, где выдвигался делегатом в депутаты Второй государственной Думы.
В 1913 году издал в Москве повесть «Батаноко Тембот». С 1918 года — сотрудник народного комиссариата по делам национальностей и с 1921 года — заведующий коневодством в Дагестане.
Скончался 19 июня 1921 года от холеры в Дагестане.
В 1963 году в Северо-Осетинском книжном издательстве вышел посмертный сборник сочинений «Рассказы, драматические произведения».